# Popovické rybníky
Popovické rybníky este o arie protejată (arie specială de conservare — SAC, sit de importanță comunitară — SCI) din Republica Cehă întinsă pe o suprafață de 98,75 ha, integral pe uscat.

## Localizare
Centrul sitului Popovické rybníky este situat la coordonatele 49°03′43″N 17°31′15″E / 49.061944°N 17.520833°E.

## Înființare
Situl Popovické rybníky a fost declarat sit de importanță comunitară în aprilie 2005 pentru a proteja 1 specie de animale. Situl a fost protejat și ca arie specială de conservare în decembrie 2018.

## Biodiversitate
Situată în ecoregiunea continentală, aria protejată nu include niciun habitat protejat.
La baza desemnării sitului se află o specie protejată de  amfibieni: izvoraș-cu-burta-galbenă (Bombina variegata).